# Alagurki, Sidlaghatta
Alagurki là một làng thuộc tehsil Sidlaghatta, huyện Kolar, bang Karnataka, Ấn Độ.